# Stut One
Stut One est un logiciel serveur Minitel RTC pour Atari ST.
Il a été développé par François Planque entre 1989 et 1993. Stut One est un logiciel libre distribué sous licence GNU GPL.

## Versions
Les versions 1 & 2 du logiciel ont été développées en GFA BASIC. Le logiciel est alors un serveur monovoie: un seul utilisateur peut se connecter à un instant donné.
La version 3 a été développée en langage C. Le logiciel est alors multivoie: plusieurs utilisateurs peuvent se connecter simultanément.